# Station Dalwhinnie
Dalwhinnie is een spoorwegstation van de National Rail in Schotland. Het station is eigendom van Network Rail en wordt beheerd door ScotRail. 